# Elezioni comunali in Trentino-Alto Adige del 2020
Le elezioni comunali in Trentino-Alto Adige del 2020 si sono tenute il 20-21 settembre, con turni di ballottaggio il 4 ottobre, per il rinnovo di 269 consigli comunali.

## Riepilogo sindaci eletti
Coalizione di centro-sinistra
     Coalizione di centro-destra
     Südtiroler Volkspartei
     Verdi del Sudtirolo/Alto Adige
     Liste civiche
     Liste civiche di centro-sinistra
| Provincia | Comune            | Sindaco uscente | Sindaco uscente      | Sindaco eletto | Sindaco eletto    | Primo turno | Primo turno | Secondo turno | Secondo turno | Seggi   |
| Provincia | Comune            | Sindaco uscente | Sindaco uscente      | Sindaco eletto | Sindaco eletto    | Voti        | %           | Voti          | %             | Seggi   |
| --------- | ----------------- | --------------- | -------------------- | -------------- | ----------------- | ----------- | ----------- | ------------- | ------------- | ------- |
| Trento    | Arco              |                 | Alessandro Betta     |                | Alessandro Betta  | 3.276       | 34,40       | 4.133         | 60,99         | 15 / 22 |
| Trento    | Pergine Valsugana |                 | Roberto Oss Emer     |                | Roberto Oss Emer  | 6.875       | 60,23       | —             | —             | 15 / 22 |
| Trento    | Riva del Garda    |                 | Adalberto Mosaner    |                | Cristina Santi    | 2.877       | 32,86       | 3.643         | 50,98         | 15 / 22 |
| Trento    | Rovereto          |                 | Francesco Valduga    |                | Francesco Valduga | 9.352       | 47,99       | 9.575         | 64,64         | 21 / 32 |
| Trento    | Trento            |                 | Alessandro Andreatta |                | Franco Ianeselli  | 31.889      | 54,66       | —             | —             | 25 / 40 |
| Bolzano   | Bolzano           |                 | Renzo Caramaschi     |                | Renzo Caramaschi  | 16.124      | 33,95       | 21.611        | 57,19         | 23 / 45 |
| Bolzano   | Bressanone        |                 | Peter Brunner        |                | Peter Brunner     | 6.468       | 58,89       | —             | —             | 16 / 27 |
| Bolzano   | Brunico           |                 | Roland Griessmair    |                | Roland Griessmair | 4.360       | 55,70       | —             | —             | 15 / 27 |
| Bolzano   | Laives            |                 | Christian Bianchi    |                | Christian Bianchi | 5.121       | 57,46       | —             | —             | 16 / 27 |
| Bolzano   | Merano            |                 | Paul Rösch           |                | Paul Rösch        | 4.784       | 28,36       | 7.050         | 50,13         | 10 / 36 |